# Темні ями Місяця
Темні ями Місяця (англ. The Black Pits of Luna) — науково-фантастична повість Роберта Гайнлайна. Входить до серії творів «Історія майбутнього». Опублікована на сторінках журналу «The Saturday Evening Post» в січні 1948 року.

## Сюжет
Історія про хлопчика-скаута, який під час сімейної подорожі на Місяць допоміг розшукати свого молодшого брата, що загубився під час екскурсії.